# ピントン

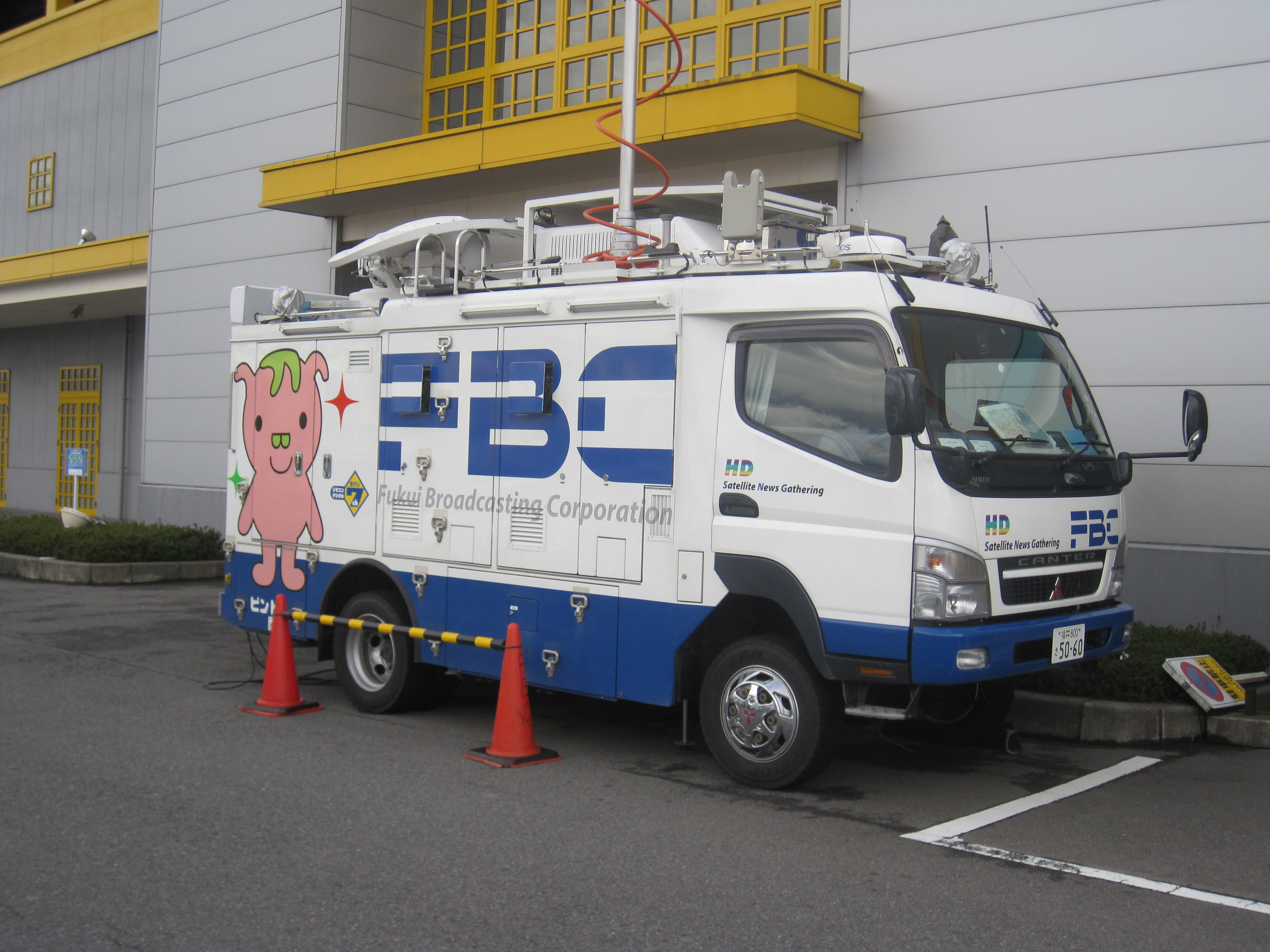
ピントンが描かれた福井放送のテレビ中継車

ピントンは、FBC福井放送のマスコットキャラクター。

## 概要
- 2006年5月1日に地上デジタル放送開始とともに発表。
- 豚をモチーフにしたマスコットキャラクター（ちなみに本当は宇宙人）。年齢は人間でいう5歳。頭に毛髪が存在し、そのヘアスタイルは「F」の形をしている。ゆえに、顔を良く見ると「FBC」の形になる（「B」は鼻、「C」は口で、顔が「FBC」になると、怒った顔になる）。なお、キー局の一つである日本テレビのマスコットキャラクターのひとつ「なんだろう」も豚がモチーフ。
- 彼以外に家族（両親、妹、祖父母）が存在する。「家族がいる」という点では、同じキー局の一つであるテレビ朝日系列局の北海道テレビのonちゃんとほぼ同じだが、ピントンには家族以外の仲間は存在しない。また、宇宙人という点でもonちゃんと同じである。
- ピントンが登場する同局のフィラー、及び「ピントン体操」のBGMは、全員を同局の地元福井県出身者で占めるバンド、ザ・ルーズドッグスのメジャーファーストアルバム「SHOW-KA」に収録されている「喜怒哀楽」で、FBCでは、曲名相当の歌詞が「ピントン, I love(またはlike)」とも聞こえるような、作詞者であるメンバーを含む彼ら自身が歌唱したものを使用している。